# Franco Rotelli
Franco Rotelli (Casalmaggiore, 23 luglio 1942 – Trieste, 16 marzo 2023) è stato uno psichiatra italiano.
È stato uno dei protagonisti della Riforma Psichiatrica in Italia e uno dei principali collaboratori di Franco Basaglia.
Dal 1979 (dopo il trasferimento a Roma di Basaglia) e fino al 1995 Rotelli fu il direttore dell'Ospedale Psichiatrico di Trieste, contribuendo alla trasformazione di questo ospedale psichiatrico, divenuta famosa in tutto il mondo, in favore della realizzazione di servizi sanitari extraospedalieri,che diresse fino ai primi anni 1998.
Nel 1998 diventò Direttore Generale dell'Azienda Sanitaria di Trieste, ruolo che mantenne per una decina d'anni. Per un periodo più breve, dal 2001 al 2004, fu direttore dell'Azienda sanitaria di Caserta. 
Nel 2013 venne eletto Consigliere Regionale e Presidente della Commissione Sanità e Politiche Sociali della Regione Friuli Venezia Giulia con il Partito Democratico.

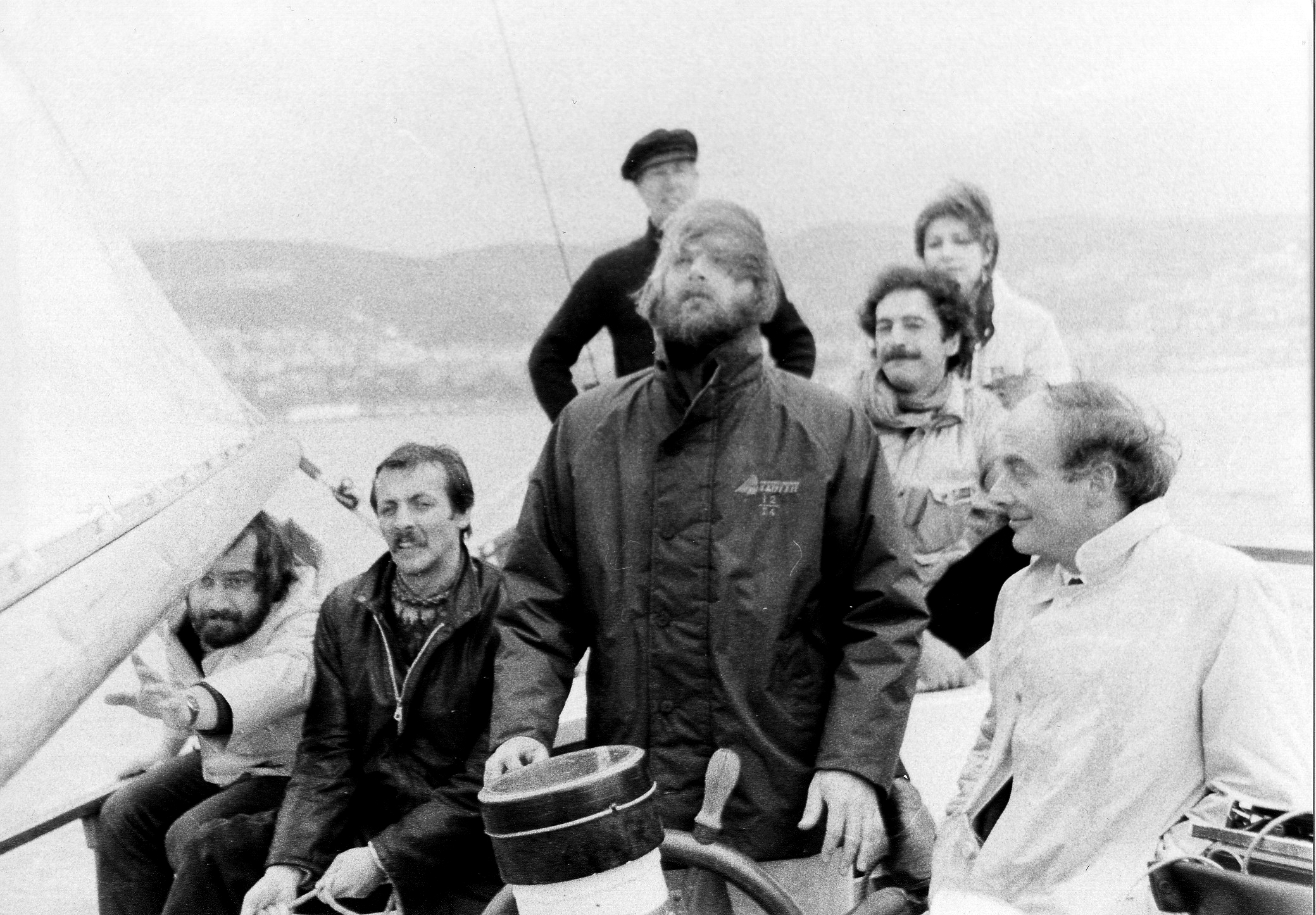
http://www.persalutementale.altervista.org/files/004-ITA--Zigzag.pdf

## Biografia

### Gioventù e inizi come psichiatra
Aveva due fratelli maggiori, di cui il primo divenne sindaco della stessa cittadina di Casalmaggiore per 10 anni e, il secondo negli anni 90 Padre Provinciale dei Gesuiti d'Italia.
Laureato in medicina all'Università di Parma conseguì nel 1969 la specializzazione in Clinica delle malattie nervose e mentali. Scelse la psichiatria come "medicina dell'uomo" piuttosto che una pratica medica troppo spesso "scienza del corpo morto".
I peculiari interessi del padre Pietro, fondatore fin dall'immediato dopoguerra di cooperative tra i piccoli agricoltori e i coltivatori padani e l'impegno sociale di tutta la famiglia ebbero un ruolo rilevante nella sua attenzione al rispetto dei diritti e delle libertà concrete delle persone. Questa tensione si scontró presto sul terreno professionale con una psichiatria oppressiva e spesso ben lontana dal rispetto anche elementare dei diritti umani.
Ottenne il suo primo incarico all'Ospedale Psichiatrico Giudiziario di Castiglione delle Stiviere nel luglio 1969, realizzando nell'anno di lavoro presso quell'istituto una rilevante trasformazione di un grande reparto di internati per gravi reati in una comunità terapeutica. Si creò una collettiva responsabilizzazione di personale e reclusi e una grande libertà di vita all'interno dell'istituto, ma anche all'esterno, attraverso innumerevoli permessi quotidiani concordati con il magistrato di sorveglianza.
Anche grazie a questa esperienza altamente innovativa, nel 1971 Franco Basaglia (all'epoca direttore dell'Ospedale Psichiatrico di Parma) lo chiamò a lavorare nella sua équipe.

### Arrivo a Trieste e Direzione dei Sistemi psichiatrici della provincia
Con il successivo trasferimento a Trieste, Basaglia gli affidò la responsabilità di una parte consistente dell'Ospedale Psichiatrico di questa Provincia. Vinse il concorso di primario nel 1973 a soli trent'anni.
Quando nel 1979 Basaglia lasciò la direzione dell'Ospedale di Trieste per trasferirsi a Roma Rotelli venne incaricato, su indicazione dello stesso Basaglia, di dirigere dapprima l'OP e poi, con il suo superamento, il sistema dei servizi psichiatrici della provincia. Mantenne questo ruolo per quindici anni fino al 1995. Si realizzò con la sua direzione una rete di servizi interamente sostitutivi dell'Ospedale Psichiatrico, fondata su Centri di Salute Mentale aperti 24 ore 7 giorni su 7, appartamenti protetti, case famiglia, cooperative sociali per l'inserimento lavorativo, laboratori per attività artistiche, culturali, teatrali, ecc.
Nel 1986 diede vita al Centro Studi e Ricerche salute mentale, divenuto da allora Centro collaboratore dell'Organizzazione Mondiale della Sanità.
L'organizzazione dei servizi di salute mentale triestina diede credibilità alla legge 180 per molti anni osteggiata da varie forze politiche e da molte amministrazioni locali in Italia.
Nei primi anni ottanta come segretario del "Reseau Internationale di alternativa alla psichiatria" animó dibattiti e promosse convegni in Brasile, Argentina, Germania, Spagna, Cuba, Repubblica Dominicana, Venezuela, Grecia, Jugoslavia, Giappone, lavorando a diffondere critica dei manicomi, della psichiatria tradizionale, delle false riforme, dell'abbandono dei malati di mente in molti Paesi.

### Seconda metà degli anni '90 e Direzione dell'Azienda Sanitaria di Trieste
A metà degli anni novanta gli venne affidato da parte della Comunità Europea il compito con un'équipe di Trieste e un'équipe olandese di trasformare un manicomio totalmente violento e scandalosamente gestito dalle autorità greche nell'isola di Leros.
Con la nascita delle Aziende Sanitarie che assunsero in Italia il governo locale di tutti i servizi pubblici per la salute, Rotelli venne chiamato nel 1995 a dirigere l'insieme dei servizi sanitari extraospedalieri (non solo psichiatrici) di Trieste.
Nel 1997 accettò l'incarico di responsabile della cooperazione intergovernativa Italia Cuba operando per circa un anno a la Habana in un programma di sensibilizzazione delle autorità cubane a un percorso di riflessione critica sulle istituzioni psichiatriche di quel Paese.
Contemporaneamente lavorò in progetti dell'Organizzazione Mondiale della Sanità in Brasile, Argentina e Repubblica Dominicana.
Nel 1998 venne nominato dalla Giunta Regionale del Friuli Venezia Giulia Direttore Generale dell'Azienda Sanitaria di Trieste.

### Direzione dell'Azienda Sanitaria Caserta 2
Nel 2001 accettò l'invito del Presidente della Campania Bassolino a dirigere l'Azienda Sanitaria Caserta 2 fino al 2004 realizzando una rilevante trasformazione del sistema sanitario locale.

### Secondo mandato da Direttore dell'Azienda Sanitaria di Trieste
Tornò a Trieste sempre come Direttore Generale della locale Azienda Sanitaria dal 2004 al 2010 In questo periodo venne organizzata una complessa rete di servizi sanitari fortemente innovativi e orientati ai principi della medicina di comunità.

### Attività politica e culturale
Dal 2013 al 2018 fu Consigliere Regionale del Friuli Venezia Giulia con il Partito Democratico, eletto con 1325 preferenze nella circoscrizione di Trieste, risultando il secondo più votato del PD nel collegio ed il quinto in assoluto. Durante il mandato ricoprì il ruolo di Presidente della Commissione Sanità e Politiche Sociali del Consiglio Regionale del Friuli Venezia Giulia. Nel 2020 fondò il Centro Documentazione Oltre il Giardino, in collaborazione con la Cooperativa Sociale La Collina e ConF.Basaglia.

## Pensiero
Già in un primo scritto del 1967 Rotelli assume posizioni fortemente critiche nei confronti dell'ideologia psichiatrica dominante demistificando in particolare la costruzione tutta ideologica ma particolarmente significativa, del concetto di psicopatia in Kurt Schneider, generalmente fatta propria dalla psichiatria ufficiale e proponendo un approccio "sartriano" al tema dell'incontro con l'altro in una pratica orientata a valori universali ed esplicitamente improntata ad un'etica delle libertà, piuttosto che a fini metastorici e propri dell'ideologia dominante.
Negli anni, continuerà la riflessione sulle pratiche emancipative fondate non su risibili diagnosi pseudoscientifiche riduttive ed elementaristiche, ma su un "sapere della complessità" che cerca un dialogo continuo tra soggetti e tra soggetti e comunità, seguendo le suggestioni della fisica contemporanea piuttosto di quelle del fisicalismo oggettivante.
La fine dei manicomi viene vista come un passaggio imprescindibile di superamento di un paradigma semplicistico e quindi foriero di violenze, per un paradigma della complessità in cui i rapporti interumani devono ricercare il massimo della reciprocità e della libertà dei contesti di vita attraverso pratiche e politiche emancipative: dove ciascuno vive per e nell'incontro/scontro con l'altro che lo costituisce nel concreto della realtà in cui vive.
Nei testi di conferenze in Italia, Giappone, Brasile, Spagna, Francia e molti altri paesi raccolti nel libro "Per la normalità" descriverà via via il percorso di ristrutturazione radicale dei servizi di salute mentale di Trieste, illustrandone i principi ispiratori.
Analizza i percorsi di deistituzionalizzazione e di "invenzione istituzionale" che hanno rivoluzionato l'organizzazione della psichiatria a Trieste e in molti altri luoghi in Italia e in altri paesi europei ed extraeuropei.
Contro l'accusa dei conservatori per i quali la chiusura dei manicomi corrisponderebbe all'abbandono dei malati, pubblica nel 1986 un testo dal titolo "Deistituzionalizzazione, un'altra via" tradotto poi in molte lingue in cui analizza l'assunzione di responsabilità nella pratica triestina nei confronti dell'intera comunità, e la profonda differenza con linee di politica pubblica negli USA e in alcuni altri Paesi.
Grande attenzione viene rivolta al mondo delle politiche attive di inclusione testimoniata anche dalla pubblicazione, alla fine degli anni ottanta, con Ota De Leonardis e Diana Mauri del volume "Per l'Impresa Sociale".
L'esclusione sociale è in realtà in tutta l'opera pratica e teorica il nemico onnipresente, che proprio nell'area della psichiatria sembra trovare una sorta di coazione a ripetere omologa in tutto il mondo. Rotelli propone al contrario una pratica che, seguendo la premessa basagliana di "mettere tra parentesi la malattia mentale" tende a promuovere azioni positive in ogni campo e in ogni luogo, contro lo stigma, l'oggettivazione, la contenzione dei pazienti psichiatrici, enfatizzando la risposta a bisogni universali e ad una forma di giustizia complessa che deve dare di più anche in termini di qualità a chi ha meno o è più vulnerato o vulnerabile nella vita sociale.
Nel lavoro di Rotelli l'estensione dell'interesse dalla psichiatria a tutto il sistema sanitario sta dentro la ricerca di una medicina al servizio di un soggetto che si invera proprio in questo rapporto con la medicina o ne viene distrutto.
Si vuole un sistema sanitario che sappia confrontarsi con i problemi reali della vita delle persone, e quindi anche con i determinanti non sanitari della salute e con i legami comunitari.
Spesso Ospedali e Medicina tendono a spezzare questi legami quando invece proprio per una miglior prognosi di malattie potenzialmente invalidanti, il supporto dei contesti di vita e del "capitale sociale" appaiono indispensabili.
Viene quindi continuamente propugnata una più forte medicina pubblica del territorio e una riduzione del ruolo degli ospedali (così come, peraltro, di quello di tutte le "istituzioni totali"). La democratizzazione delle istituzioni pubbliche, la loro trasparenza e la loro efficacia, vengono perseguite come valori fondanti nel compito di direzione degli apparati sanitari che ha impegnato Rotelli per decenni.
L'azione e il pensiero di Franco Rotelli sono sempre state peraltro orientate dalla convinzione che "la fondamentale contraddizione del nostro tempo, sia quella tra istituzioni chiuse e istituzioni aperte, e che lavorare su questa dialettica debba essere impegno prioritario a livello politico, etico, scientifico, nelle organizzazioni sociali e nei rapporti interpersonali".
Ne "l'Istituzione inventata" Almanacco di scritti e immagini, relativo a quarant'anni di lavoro dell'équipe di Trieste pubblicato nel maggio 2015, Rotelli disegna un percorso stra /ordinario pieno di atti e fatti costruiti attorno ai servizi di salute mentale e sanitari della città che diventano laboratori di senso, setting complessi in cui la vita intera viene a recitarsi, e dove se ne ricerca la dimensione affettiva, relazionale, collettiva, teatrale ed imprenditiva, tra regole e utopia.

## Opere
- L'impresa Sociale, Milano, Anabasi, 1994, ISBN EAN ISBN 9788841770191.
- La empresa social (PDF), Buenos Aires, Ediciones Nueva Vision, 1995.
- Per la normalità, Trieste, Casa Editrice Asterios, 1997, ISBN EAN 8885326102.
- Desinstitucionalizacao, San Paolo, Hucitec Editore, 2001.
- Vivir sin Manicomios, Buenos Aires, Editorial Topia, 2014.
- L'istituzione inventata/Almanacco Trieste 1971-2010[collegamento interrotto], Merago, Edizioni Alphabeta Verlag, 2015, ISBN EAN 978-88-7223-234-7.